# 日本龜金花蟲
日本龜金花蟲（学名：Cassida japana）为金花蟲科龜金花蟲屬下的一个种，由Joseph Sugar Baly于1874年首次描述。这一物种分布于亚洲。